# Sinoalaria chi
Espèce
Sinoalaria chi est une espèce d'araignées aranéomorphes de la famille des Theridiosomatidae.

## Distribution
Cette espèce est endémique du Viêt Nam,. Elle se rencontre dans les grottes Hang Dai Ca, Hang Boi et Hang Tra Tu.

## Description
Le mâle holotype mesure 2,4 mm et la femelle paratype 3,2 mm

## Systématique et taxinomie
Cette espèce a été décrite par Zhang, Feng, Yu et Lin en 2023.

## Publication originale
- Zhang, Feng, Yu & Lin, 2023 : « A review of the spider genus Sinoalaria (Araneae, Theridiosomatidae), with the descriptions of four new species and two new combinations. » ZooKeys, no 1173, p. 307-338 (texte intégral).